# Anund Röriksson (Rörik Birgerssons ätt)
Anund Röriksson (Rörik Birgerssons ätt), död efter 1328, var en svensk riddare och riksråd.

## Biografi
Anund Röriksson (Rörik Birgerssons ätt) var son till riddaren och riksrådet Birger Röriksson (Rörik Birgerssons ätt) och Helga Anundsdotter (vingad lilja). Han nämns första gången 1316 och blev mellan 1325–1326 riddare. Anund Röriksson var 1327 riksråd.

### Egendom
Anund Röriksson ägde jord i Fellingsbro härad, Yttertjurbo härad och Åkerbo härad i Västmanland, i Trögds härad i Uppland, i Vifolka härad i Östergötland och i Västra härad i Småland.

### Familj
Anund Röriksson gifte sig senast 1328 med Folkesdotter (Fånöätten), dotter till riddaren och riksrådet Folke Jonsson (Fånöätten) och Ramborg Ingevaldsdotter.
Han gifte sig andra gången med Cecilia Magnusdotter (Ivar Nilssons ätt), dotter till riddaren och riksrådet Magnus Nilsson (Ivar Nilssons ätt) och Ingrid. De fick tillsammans barnen Magnus Anundsson och Helga Anundsdotter som var gift med riddaren Valdemar Eriksson och Ya Königsmark.